# Château de Dirleton
Le château de Dirleton est un château fort médiéval du XIIIe siècle situé dans le village de Dirleton dans l'East Lothian en Écosse, à environ 3 km à l'ouest de North Berwick et 30 km à l'est d'Édimbourg.
Il se dresse sur un affleurement rocheux, au cœur de riches terres agricoles de l'ancienne baronnie de Dirleton. Il occupait une position stratégique, puisqu'il défendait la route côtière reliant Édimbourg à l'Angleterre via le port de North Berwick. Aujourd'hui en ruines, le château se compose d'un donjon du XIIIe siècle, de deux ailes ajoutées par les Haliburton aux XIVe et XVe siècles — mais dont il ne reste plus que le rez-de-chaussée — ainsi que d'une demeure adjacente construite par les Ruthvens au XVIe siècle ; tous les autres bâtiments existant dans la haute-cour ayant été démolis. Autour du château s'étend un jardin clos de murs qui remonte au XVIe siècle — mais  replanté en majeure partie au XXe siècle — et qui comprend un colombier ou pigeonnier de la même époque.
Construit vers 1240 par Jean de Vaux, le château est lourdement endommagé durant les guerres d'indépendance de l'Écosse, au cours desquelles il est assiégé et pris deux fois par les Anglais. Au XIVe siècle, Dirleton est réparé par la famille Haliburton puis vendu aux Ruthvens en 1505. Ces derniers s'impliquent dans plusieurs complots contre Marie Ire d'Écosse et le roi Jacques VI et perdent finalement le château en 1600. Depuis ce moment, Dirleton n'est plus habité, si ce n'est en 1650 durant la troisième guerre civile anglaise, où Oliver Cromwell est forcé d'assiéger le château pour en déloger les moss-troopers qui s'y était réfugiés. Fortement abîmé, il est acheté peu après par John Nisbet, Lord Dirleton qui décide de construire un manoir dans le domaine d'Archerfield situé à proximité. Ses descendants continuent d'entretenir les jardins du château de Dirleton avant de le transmettre à l'État en 1923. Il est désormais sous la protection d’Historic Scotland, qui assure l'entretien des jardins, et est classé en catégorie A.

## Histoire

### Origines
En 1066, à la suite de la conquête normande de l'Angleterre, la famille normande des de Vaux, originaire de Rouen, s'installe en Angleterre. Un siècle plus tard, le roi David Ier d'Écosse accorde des terres en Écosse à plusieurs chevaliers anglo-normands parmi lesquels figurent deux frères, ou cousins, de Vaux. Hubert reçoit la baronnie de Gilsland en Cumbria, qui faisait alors partie de l’Écosse, tandis que Jean se voit attribuer celle de Dirleton. Il bâtit un château à Eldbotle, situé probablement au nord-ouest de la ville de Dirleton, et un autre nommé Tarbet sur l'île de Fidra, châteaux tous deux disparus de nos jours.
En 1220, Fidra est offert aux moines de l'abbaye de Dryburgh par William de Vaux. Son fils, John, retenu en otage en 1213 en Angleterre comme garantie de la bonne conduite du roi Guillaume le Lion, lui succède à la tête de la baronnie au cours des années 1220. Il entreprend alors la construction d'un nouveau château à Dirleton pour remplacer celui de Tarbet. Une chronique de 1225 évoque en effet un "castellum" à Dirleton mais il pourrait cependant s'agir d'un bâtiment en bois antérieur. En 1239, John de Vaux est nommé sénéchal de Marie de Coucy à l'occasion de son mariage avec le roi Alexandre II. Elle était la fille d'Enguerrand III de Coucy, constructeur du château de Coucy en Picardie, qui servit vraisemblablement de modèle à celui de Dirleton. Le château du XIIIe siècle, bâti en pierres et dont il ne reste que le donjon, devait refléter le statut de son propriétaire et était destiné à s’agrandir si le temps de paix s'était prolongé.
Mais la première guerre d'indépendance de l'Écosse éclate en 1296. Dirleton, qui défend la route entre Édimbourg et la frontière anglaise, change plusieurs fois de main lors des invasions menées par le roi Édouard Ier. Lors de l'été 1298, le château est assiégé par les troupes anglaises commandées par Antony Bek, l'évêque de Durham. Dirleton résiste aux assauts durant plusieurs mois, avant d'être finalement réduit par les engins de siège apportés à la suite de la victoire anglaise de Falkirk. Une garnison anglaise s'installe alors dans le château, avant d'en être vraisemblablement délogée par les Écossais avant 1306, car Dirleton est alors repris par des troupes anglaises menées par Aymar de Valence. Il est une nouvelle fois pris par les Écossais peu avant 1314 où ses trois principales tours sont rasées pour empêcher les Anglais de l'utiliser.

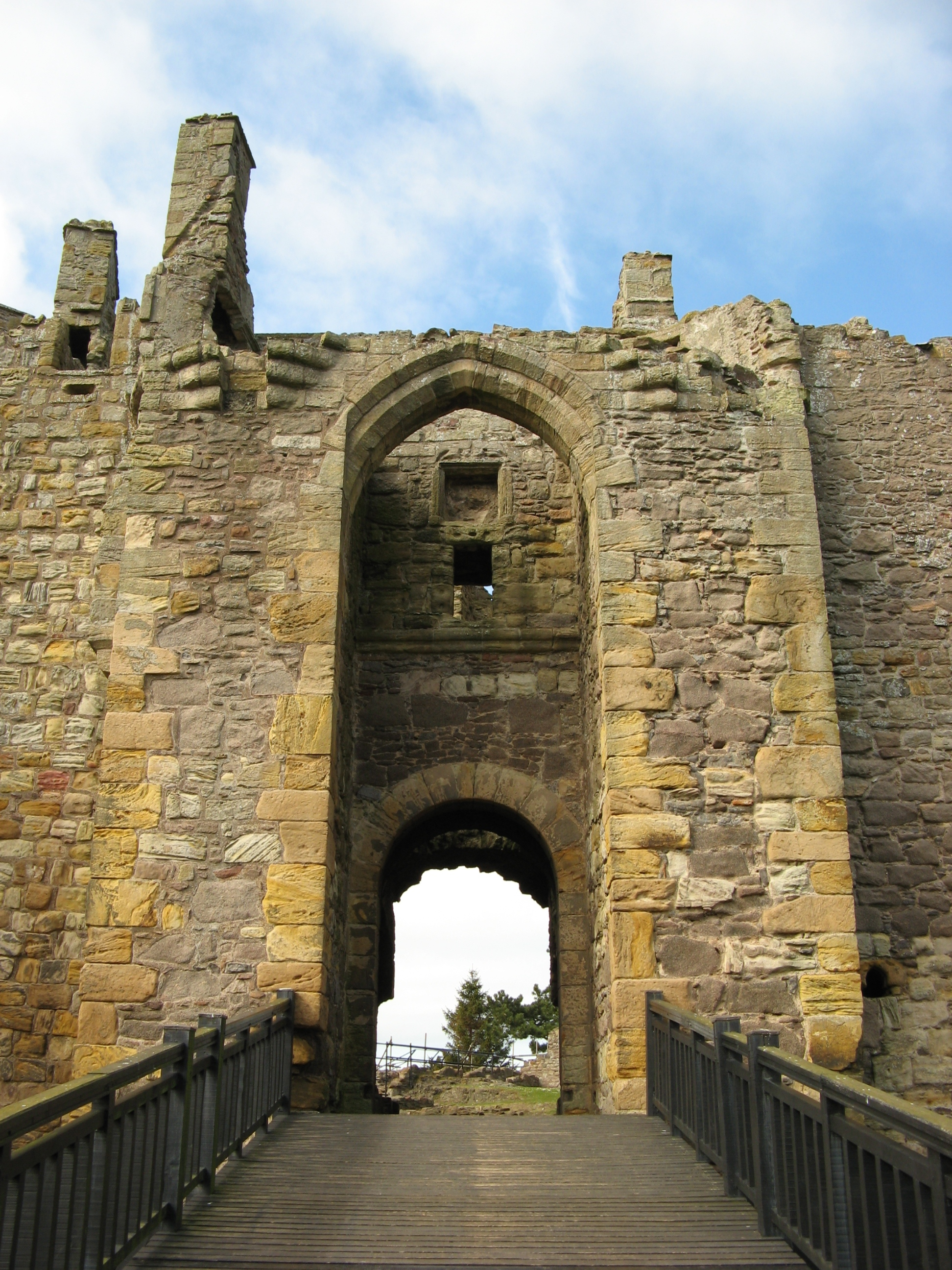
L'entrée principale, bâtie par les Haliburton.

### Haliburton
Peu après 1350, le château et les terres de Dirleton passent à la famille Haliburton (ou Halyburton) à la suite du mariage de John Haliburton (d.1355) avec l'héritière de la famille de Vaux. En 1363, le château - qui a été réparé entretemps - est saisi par William Douglas lors de sa courte rébellion contre le roi David II avant d'être rendu aux Haliburton. Au cours des années 1420, Walter Haliburton sert d'otage en échange de la libération du roi Jacques Ier, qui était retenu captif par les Anglais depuis 1406. En récompense, il reçoit le titre de grand trésorier d'Écosse en 1439. Son fils aîné, John, est anobli comme Lord of Parliament dans les années 1440 avec le titre de Lord Dirletoun. Au cours de cette période, les Haliburton mènent d'importants travaux à Dirleton, en surélevant les tours et construisant un nouveau corps de garde au sud-est. Une grande salle et une maison-tour sont ensuite ajoutées au château, formant l'aile est. Lors d'une visite à Dirleton en 1505, le roi Jacques IV donne de l'argent aux maçons qui travaillaient alors sur la partie nord-est du château,. Cette même année, Patrick, le dernier Haliburton de Dirleton meurt. Ses terres sont divisées entre ses trois filles Janet, Margaret, et Mariotta.

### Ruthven

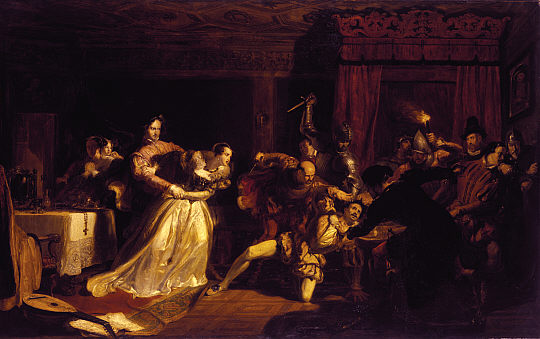
The Murder of David Rizzio, par sir William Allan, représente Lord Ruthven et ses complices assassinant le secrétaire de la reine en présence de celle-ci.

L'aînée, Janet, épouse William Ruthven, 2nd Lord Ruthven (d. 1552) en 1515, apportant en dot le château et la seigneurie de Dirleton qui passent donc à la famille Ruthven. En 1566, leur fils, Patrick, 3e Lord Ruthven, mène le groupe de nobles qui assassinent David Rizzio, le secrétaire privé de Marie Ire d'Écosse. Il est alors contraint à l'exil en Angleterre où il meurt quelques mois plus tard, laissant le château à son fils William (c. 1541-1584), qui est fait comte de Gowrie en 1581. En août 1582, celui-ci prend la tête d'un complot qui aboutit à la capture du roi Jacques VI, alors âgé de seize ans, au cours de ce qui fut nommé plus tard le Raid de Ruthven. Il dirige alors le pays pendant près d'un an, retenant le roi prisonnier au château de Ruthven. Bien que pardonné par Jacques VI l'année suivante, il est exécuté en 1584 pour sa participation à un autre complot visant à s'emparer du château de Stirling, et ses terres sont saisies par la couronne. Fervent amateur d'arboriculture, William Ruthven est vraisemblablement le créateur des jardins de Dirleton, dans lesquels il planta de nombreux arbres.
Jacques VI accorde alors le château et les terres de Dirleton au comte d'Arran, qui y reçoit le roi en 1585. Celui-ci rend le château l'année suivante, à la veuve de William Ruthven, Lady Dorothea qui passe en 1600 à son second fils, John Ruthven (c. 1577-1600). Mais en août de la même année, lors de la « conspiration de Gowrie », celui-ci, ainsi que son plus jeune frère, sont tués en tentant d'enlever ou d'assassiner Jacques VI à Perth. À cette occasion, il aurait persuadé Robert Logan of Restalrig de rejoindre la conspiration, lui offrant en échange le château de Dirleton, que celui-ci décrit comme « l'habitation la plus plaisante d'Écosse » (« the pleasantest dwelling in Scotland »). L'échec du complot entraîne la condamnation de la famille à la mort civile (attainder) et, une nouvelle fois, la saisie du château. Celui-ci est alors attribué à Thomas Erskine de Gogar, qui aida à sauver le roi en tuant Lord Gowrie. Lady Dorothea fut tout de même autorisée à y habiter jusqu'à sa mort en 1605, date à partir de laquelle il cessa d'être une résidence noble. Le château connaît ensuite plusieurs changements de propriétaires : Erskine le vend en 1625 à Sir James Douglas, qui le cède ensuite à Alexander Morieson de Prestongrange qui en 1631 le vend à son tour à James Maxwell d'Innerwick qui est fait comte de Dirletoun en 1646.

### Siège de 1651
En 1650, durant la troisième guerre civile anglaise, l'armée d'Oliver Cromwell envahit l’Écosse et bat les Écossais royalistes à Dunbar le 3 septembre, ce qui lui donne le contrôle du sud du pays. Cependant des bandes de royalistes, surnommées moss-troopers, continuent à harceler les convois de ravitaillement anglais. L'une d'elles est notamment basée à Dirleton, ce qui conduit Cromwell à ordonner la prise du château aux généraux Monck et Lambert. À la tête de 1 600 hommes, ils réussissent à prendre Dirleton le 10 novembre après avoir détruit le pont-levis et la porte intérieur à l'aide de mortiers. Le capitaine de la bande est pendu par-dessus la muraille avec deux de ses hommes, et le château est en partie rasé une fois de plus. Après une courte utilisation en tant qu'hôpital de campagne, il est ensuite laissé à l'abandon.

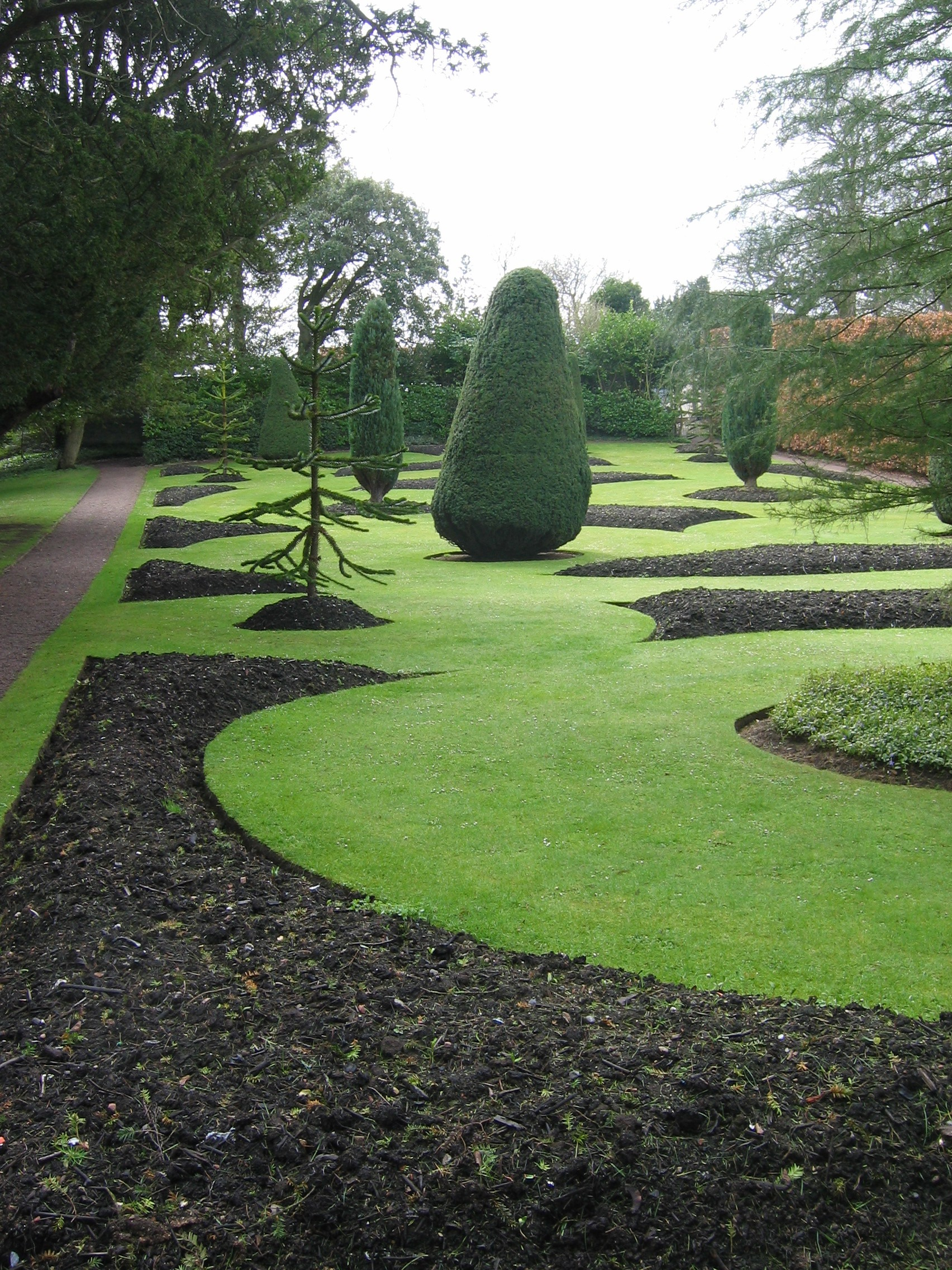
Le jardin floral ouest.

### Époque moderne
En 1663, le château et ses terres sont achetés à la comtesse de Dirletoun par John Nisbet, qui prend le titre de Lord Dirletoun lorsqu'il est nommé juge. Celui-ci construit une nouvelle demeure à Archerfield, dans le nord-ouest du village, mais continue à entretenir les jardins entourant le château comme faisant partie du parc et y installe un boulingrin.
Au début du XIXe siècle, des murs d'enceinte sont construits autour du jardin par Mary Nisbet, Lady Elgin (1778–1855), femme du comte d'Elgin, dans le cadre de l'embellissement du village de Dirleton. En 1858, il est redessiné par le jardinier en chef, David Thompson, avec notamment l'ajout de deux nouveaux parterres et, dans les années 1920, la partie nord est transformée en un jardin de plantes herbacées de style Arts and Crafts. En 1993, la partie ouest est restaurée à partir de plans datant du XIXe siècle. 
Depuis 1923, le château appartient à l'État et est désormais géré par Historic Scotland, l'organisme de protection du patrimoine du gouvernement écossais. Avec ses terres, il est protégé en tant que Scheduled Ancient Monument tandis que les jardins sont inscrits à l'Inventory of Gardens and Designed Landscapes in Scotland, la liste national des jardins historiques. Le château, le pigeonnier ainsi que les murs d'enceinte sont eux classés en catégorie A, le plus haut niveau de protection des monuments historiques en Écosse.

## Architecture

Plans du château.
Rez-de-chaussée :
Premier étage :
Deuxième étage :

Le château s'élève sur un affleurement rocheux naturel et s'organise autour d'une cour intérieure mesurant environ 40 mètres sur 27 et bordée de bâtiments au sud et à l'est. De ces derniers ne subsistent que les appartements des Ruthven, le corps de garde, le donjon des de Vaux au sud, et les fondations de l'aile sud. Des ruines du mur d'enceinte encadrent la cour au nord et à l'ouest, qui était autrefois divisée en deux par un bâtiment du XVIe siècle. L'accès au château s'effectuait à l'origine par le sud, via un pont et un pont-levis de 3,4 m qui traversaient une douve de 15 m de large. Au XVIe siècle, un escalier fut construit pour accéder aux appartements des Ruthven par l'ouest.